# Getta niveifascia
Getta niveifascia är en fjärilsart som beskrevs av Walker 1864. Getta niveifascia ingår i släktet Getta och familjen tandspinnare. Inga underarter finns listade i Catalogue of Life.